# نيسو (قمر)
|                              |                            |
| اكتشافه                      |                            |
| اكتشفه                       | بريت جلادمان وماثيو هولمان |
| في سنة                       | 2002                       |
| خصائص المدار                 |                            |
| نصف قطر المدار               | 49500000 كيلومتر           |
| الشذوذ المداري               | .05714                     |
| فترة المدارِ الفلكية          | 9740.73 يوم                |
| الميل المداري إلى مسار الشمس | 136.439°                   |
| قمر لكوكب                    | نيبتون                     |
| الخصائص الطبيعية             |                            |
| نصف القطر                    | 60 كيلومتر                 |
| كتلة                         |                            |
| كثافة                        |                            |
| جاذبية سطحية على خط الاستواء |                            |
| درجة البياض الهندسي          | 0.04 فرضًا                  |

قمر نيسو يُعرف أيضًا باسم نبتون الثالث عشر (بالإنجليزية:Neptune XIII) هو القمر الأبعد في مجموعة أقمار كوكب نبتون الطبيعية، وتم اكتشافة بواسطة العالمان بريت جلادمان وماثيو هولمان في 14 أغسطس عام 2002 ولكنه ظل بدون اكتشاف فعلي حتى عام 2003 حيث لاحظاه في مجموعة صور ألتقطت في عام 2002، ويدور القمر نيسو حول كوكب نيبتون على بعد مسافة تقدر بأكثر من 48 جيجامتر (48 مليون كيلو متر)، وهذا يجعله أبعد قمر يدور حول كوكب في المجموعة الشمسية (حتي عام 2015)، وعند القبا يكون القمر على بعد 72 جيجا متر من الكوكب، وتلك المسافة تتجاوز المسافة التي يصل لها كوكب عطارد عند دورانه حول الشمس بحوالي 70 جيجامتر.
.

أقمار كوكب نيبتون غير النظامية (قمر نيسو أسفل الصورة)

وقمر نيسو لديه أطول مدة مدارية تصل إلى 26.67 سنة، وله انحراف مداري وزاوية ميلان مرتفعتين كما يتضح في الصورة (على اليسار) وفي البيانات، حيث أن الأقمار فوق المحور الأفقي هي ذات دوران مماثل لاتجاه دوران الكوكب، بينما الأقمار أسفل الخط على العكس تدور عكس اتجاه دوران الكوكب، والأقسام الصفراء تمتد من أوج الدوران وحتي الحضيض لتُظهر مركزية الدوران.
ويصل قطر القمر نيسو إلي 60 كيلو متر (37 ميل) وذلك اعتمادا على البيانات المستخدمة من الضوء المنعكس عنه، ومنها يُفترض أن الكثافة هي 1.5 جرام/سم3,، وتُقدر كتلته الإجمالية بحوالي 2×1017 كيلوغرام.
ونظرًا للتشابه بين بيانات هذا القمر وبيانات القمر ساميثي (إس/2003 إن 1)، فيُعتقد أن تلك الأقمار لها أصل مشترك حيث يُعتقد أنها ناتجة من انفجار قمر أكبر.
وسُمي القمر نيسو بهذا الاسم تيمنًا باسم بنت من بنات نيريوس ودوريس في الأساطير الإغريقية أي حورية البحر، وقبل الإعلان عن هذا الاسم في 3 فبراير 2007، كان يُسمي هذا القمر بتسمية مؤقتة بـ إس/ 2002 إن 4.

## روابط خارجية
- Matthew Holman's Neptune's page
- David Jewitt's pages
- Scott Sheppard's pages
- Neso in Fiction